# Torrecilla del Rebollar
Torrecilla del Rebollar (aragónul Torreciella) község Spanyolországban, Teruel tartományban. Torrecilla del Rebollar Allueva, Salcedillo, Villanueva del Rebollar de la Sierra, Fuenferrada, Pancrudo, Torre los Negros, Barrachina, Calamocha és Fonfría, Teruel községekkel határos. Lakosainak száma 117 fő (2024).

## Népesség
A település népessége az utóbbi években az alábbiak szerint változott:
| Lakosok száma | 178  | 178  | 161  | 151  | 142  | 142  | 136  | 124  | 121  | 117  |
|               | 2001 | 2004 | 2007 | 2009 | 2012 | 2014 | 2017 | 2019 | 2022 | 2024 |